# 董正學
董正學，順天府大興縣人，清朝官员。內閣供事出身。

## 生平
1732年（雍正十年）上任台灣竹塹巡檢，為第一任竹塹巡檢。